# Ак'юловська сільська рада
Ак'ю́ловська сільська рада (рос. Акъюловский сельский совет) — муніципальне утворення у складі Хайбуллінського району Башкортостану, Росія. Адміністративний центр — село Галіахметово.

## Населення
Населення — 636 осіб (2019, 799 в 2010, 1055 в 2002).

## Склад
До складу поселення входять такі населені пункти:
| Населений пункт      | Населення, осіб (2002) | Населення, осіб (2010) |
| -------------------- | ---------------------- | ---------------------- |
| Акназарово, присілок | 202                    | 151                    |
| Ак'юлово, присілок   | 122                    | 84                     |
| Галіахметово, село   | 498                    | 417                    |
| Уразбаєво, присілок  | 233                    | 147                    |